# القوات المسلحة المالية
القوات المسلحة المالية (بالفرنسية: Forces Armées Maliennes)‏ هي القوات العسكرية لجمهورية مالي، وتتكون من الجيش والقوات الجوية، والحرس الوطني. ويبلغ عددهم حوالي 7000 وهم تحت سيطرة وزير القوات المسلحة والمحاربين القدامى. ذكرت مكتبة الكونجرس اعتبارًا من يناير 2005 أن "الجيش يتقاضى أجورًا زهيدة، ومجهز تجهيزًا سيئًا، ويحتاج إلى الترشيد. عانى تنظيمه من دمج قوات الطوارق غير النظامية في الجيش النظامي بعد اتفاق عام 1992 بين الحكومة وقوات المتمردين الطوارق".
في عام 2009، أدرج تقرير التوازن العسكري الصادر عن المعهد الدولي للدراسات الاستراتيجية 7350 جنديًا في الجيش، و400 في القوات الجوية، و50 في البحرية. وتتولى قوات الدرك والشرطة المحلية (التابعة لوزارة الداخلية والأمن) الحفاظ على الأمن الداخلي. وأدرج المعهد الدولي للدراسات الاستراتيجية إجمالي القوة شبه العسكرية بنحو 4800 فرد: 1800 في قوات الدرك (8 شركات)، و2000 في الحرس الجمهوري، و1000 ضابط شرطة. ويتلقى عدد قليل من الماليين تدريبات عسكرية في الولايات المتحدة وفرنسا وألمانيا.